# Horní Cerekev
Město Horní Cerekev (dříve také Horní Cerekvice, německy Ober Zerekwe) se nachází v okrese Pelhřimov v kraji Vysočina. Žije zde přibližně 1 900 obyvatel.

## Historie

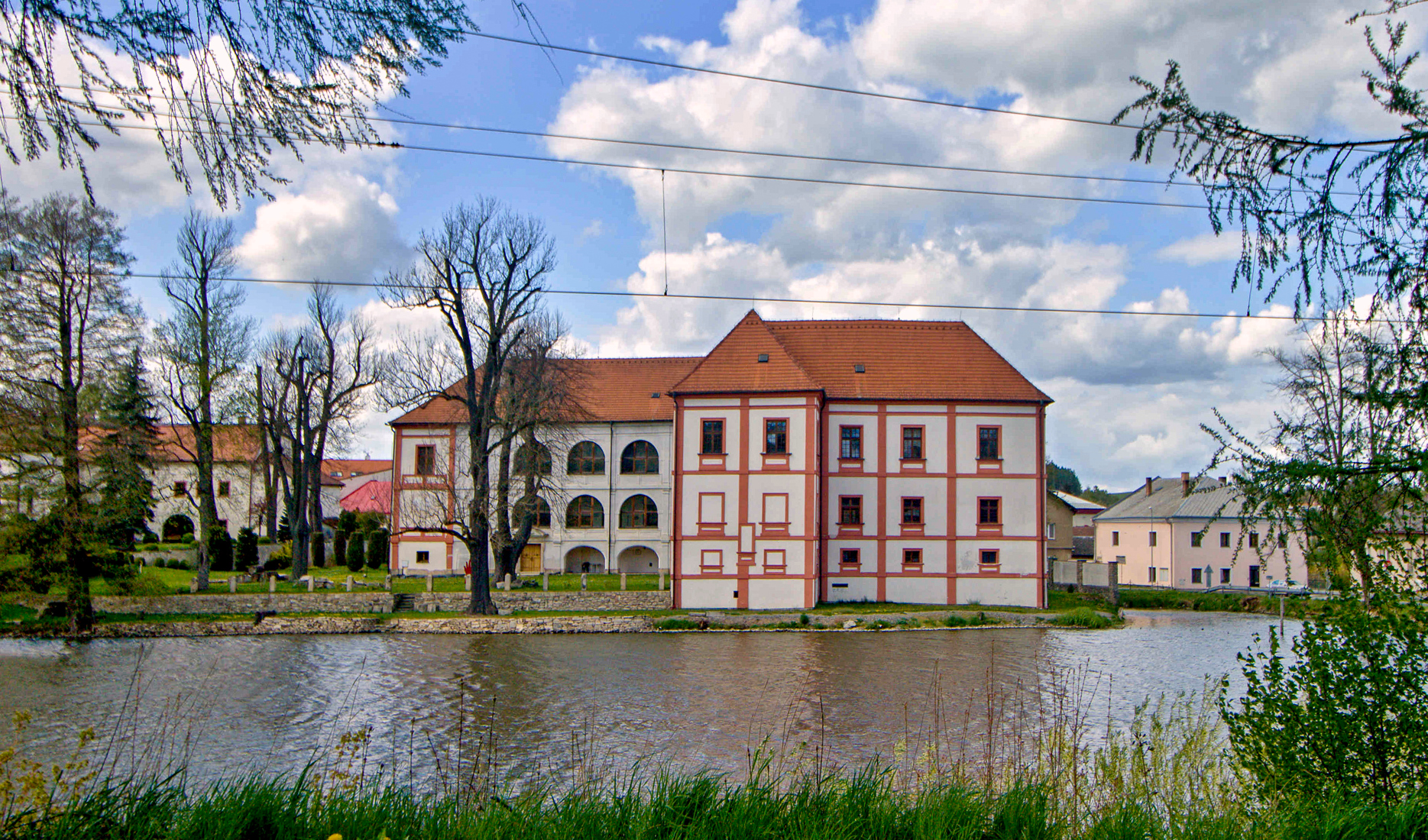
Zámek Cerekev

O datu založení Horní Cerekve se nedochovaly žádné přesné historické záznamy, první zachovaný písemný doklad o městě je z roku 1361. Původní osadu založil jistý Líček a po něm dostala jméno Líčkovice. Později byla osada pojmenována po kostele, původně dřevěném – cierkev. 
Osadu rozšířil ve 14. století Dobeš z Bechyně, nejvyšší maršál Království českého. Ten udělil Cerekvi určitá práva – právo městské, orgány městské správy, soudní pravomoci, kulturně školské povinnosti v rámci církevních zásad, jakož i právo opevnit se a tím se stala osada městem. Dobeš z Bechyně zde vystavěl na břehu největšího rybníka vodní tvrz s příkopy. 
O správné podobě znaku obce se vedly dlouhé diskuze. Zakladatel osady Líček vynikal velkou silou a holýma rukama hravě chytal divoká zvířata. Svou sílu symbolicky znázornil obrazem kančí hlavy, kterou přijal do erbu. Na dochovaných pečetích se však hlava podobá více medvědu. Konec diskuzím zda kanec či medvěd učinil v červnu 1998 Podvýbor pro heraldiku a vexilologii Poslanecké sněmovny Parlamentu ČR, který rozhodl, že znak Horní Cerekve bude mít následující popis: v červeném štítě čelně hledící kančí hlava přirozené barvy, nad ní kosmo položené stříbrné vidle, přeložené zlatým klíčem zuby dolů. V letech 1411–1655 patřila obec Leskovcům z Leskovce.

## Školství
- Mateřská škola Horní Cerekev
- Základní škola Jana Ámose Komenského Horní Cerekev

## Pamětihodnosti

### Kostel Zvěstování Panny Marie (Horní Cerekev)
Nejstarší zmínka o kostele Zvěstování Panny Marie v Horní Cerekvi je z roku 1384, kdy byl kostel již uváděn jako farní. Koncem 15. století byla obnovena klenba presbytáře a byla opravena loď. V letech 1547–62 byl přestavěn původně jednolodní chrám na trojlodní. Další úpravy následovaly v baroku, a to v roce 1631 a v roce 1763.

### Židovský hřbitov
Hřbitov leží severozápadně od městečka. Zavede vás k němu polní cesta, odbočka ze silnice č. 122 ve směru na Pelhřimov. Od náměstí je vzdálen asi 1,5 km, od zmíněné odbočky cca 400 m. Leží na okraji lesa nad údolím Pláňovského potoka.
Hřbitov byl založen v polovině 18. století a užíván byl do počátku druhé světové války. V minulost byl areál o rozloze 927 metrů čtverečních často devastován. Dochovalo se cca 130 náhrobků od 18. do 20. století.

### Zámek Horní Cerekev
Zámek při Zámeckém rybníku vznikl renesanční přestavbou původní tvrze ve 2. polovině 16. století. Dnešní vzhled získal při přestavbě dokončené roku 1734. Trojkřídlá dvoupatrová budova nepravidelného půdorysu má zazděné arkády v nádvoří a bosovaný vstupní portál na východní straně. Od roku 1994 je soukromým majetkem. Nedávno skončila celková rekonstrukce, interiéry nejsou přístupné.

### Další památky a zajímavosti
- Socha svatého Jana Nepomuckého na náměstí
- Boží muka – Tato prostá žulová boží muka vznikla v 17. století. Na kamenné lucerně je kovový, jednoramenný kříž. Jejich podoba je typická pro tuto část Vysočiny.
- Sousoší Nejsvětější Trojice – Drobná sakrální památka stojí na místě, kde se setkává Štítného a Tyršova ulice, cca 100 metrů od náměstí. Drobné, poněkud neobvyklé barokní sousoší ze 17. století stojí na žulovém sloupu, snad starším. Sousoší bylo rekonstruováno v roce 2000 Petrem Sieglem, nákladem města a za pomocí veřejné sbírky.
- Kašna na náměstí
- Fara na náměstí T. G. Masaryka
- Kostel svatého Jana Křtitele
- Hotel Rustikál (Horní Cerekev) – Historie budovy sahá až do druhé poloviny 19. století a v roce 1996 prošla kompletní rekonstrukcí. V současné době nabízí 3hvězdičkový Hotel Rustikal pokoje různých velikostí s celkovou kapacitou 96 lůžek.
- Zatopený kamenolom – Vodní plocha se nachází na místě těžební jámy bývalého kamenolomu, kterou zatopila voda po ukončení těžby v 80. letech 20. století. Hloubka vody dosahuje v nejhlubším místě až 22m a v průměru se pohybuje okolo 11m.
- Bývalý arcibiskupský statek Brajnerův dvůr v okolí obce

## Osobnosti
- Jiří Steckel (1694–1796), farář (sdružení světských kněží), zasloužil se také o vnitřní výzdobu kostela Zvěstování Panny Marie.
- Josefína Dvořáková-Havlíčková (1791–1884), matka Karla Havlíčka Borovského se narodila 14. srpna Na sádkách v čp. 95 jako dcera zdejšího sládka a měšťana Jana Dvořáka. Za Matěje Havlíčka, kupce z Borové, se provdala v místním kostele 29. května 1818 a v roce 1821 se jim narodil syn Karel. Ulice z Horní Cerekve směrem na Jihlavu byla v roce 1934 pojmenována Havlíčkova, protože tudy byl 16. prosince 1851 eskortován Karel Havlíček Borovský z Německého Brodu do Brixenu.
- Ludvík Severin Franz Mrázek (1836–1913), lékárník, otec významného rumunského geologa Ludovica Mrazeca.
- Josef Šejnost (1878–1941), akademický sochař a medailér.
- Otakar Zahálka (1891-1942), československý generál a odbojář.
- Josef Bartůněk (1902–1955), místní malíř, autor vyobrazení znaku Horní Cerekve v nejstarším svazku obecní kroniky.
- Jan Pernikář (1903–1976), pilot a důstojník Československé armády, absolvent francouzské letecké školy v Paříži, za druhé světové války byl organizátorem a účastníkem zahraničního odboje ve Francii i v Anglii. Napsal první československou učebnici o navigaci, která byla vydána i v zahraničí. V roce 1994 byl in memoriam povýšen do generálské hodnosti.
- František Švejda (1903–1980), odborný učitel, autor publikace o Horní Cerekvi Črty z minulosti do přítomnosti.
- Josef Stejskal (1922–1998), doktor přírodních věd, jeho oborem byla fytoterapie – léčba rostlinami. O této léčebné metodě napsal několik odborných publikací. V 70. a 80. letech byl masérem československých vrcholových sportovců (Čáslavská, Kodeš, Lendl apod.). V Horní Cerekvi působil v období 1977–1993 jako lékárník.
- Josef Dvořák (* 1942), herec, ředitel Divadelní společnosti Josefa Dvořáka. Narodil se v čp. 7 na náměstí. Od roku 2001 čestný občan města.
- Denisa Křížová (* 1994), hokejistka a hokejbalistka

## Části města
- Horní Cerekev
- Hříběcí
- Chrástov
- Těšenov
- Turovka

V letech 1869–1890 k městu patřil i Bezděčín, od 1. dubna 1976 do 31. prosince 1991 Bělá a Nová Buková a od 1. července 1980 do 30. června 1990 také Horní Ves.

## Fotogalerie

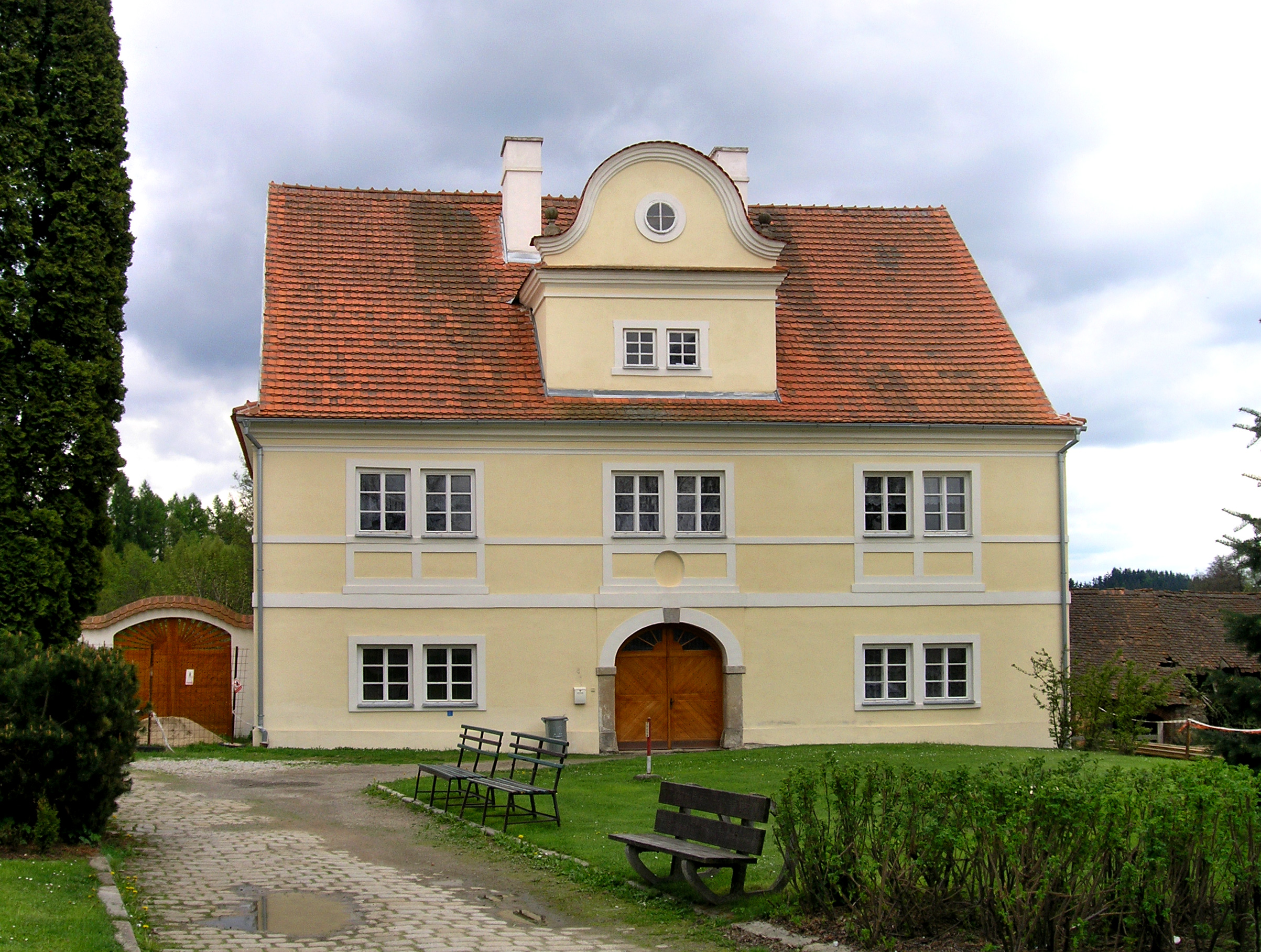
Fara
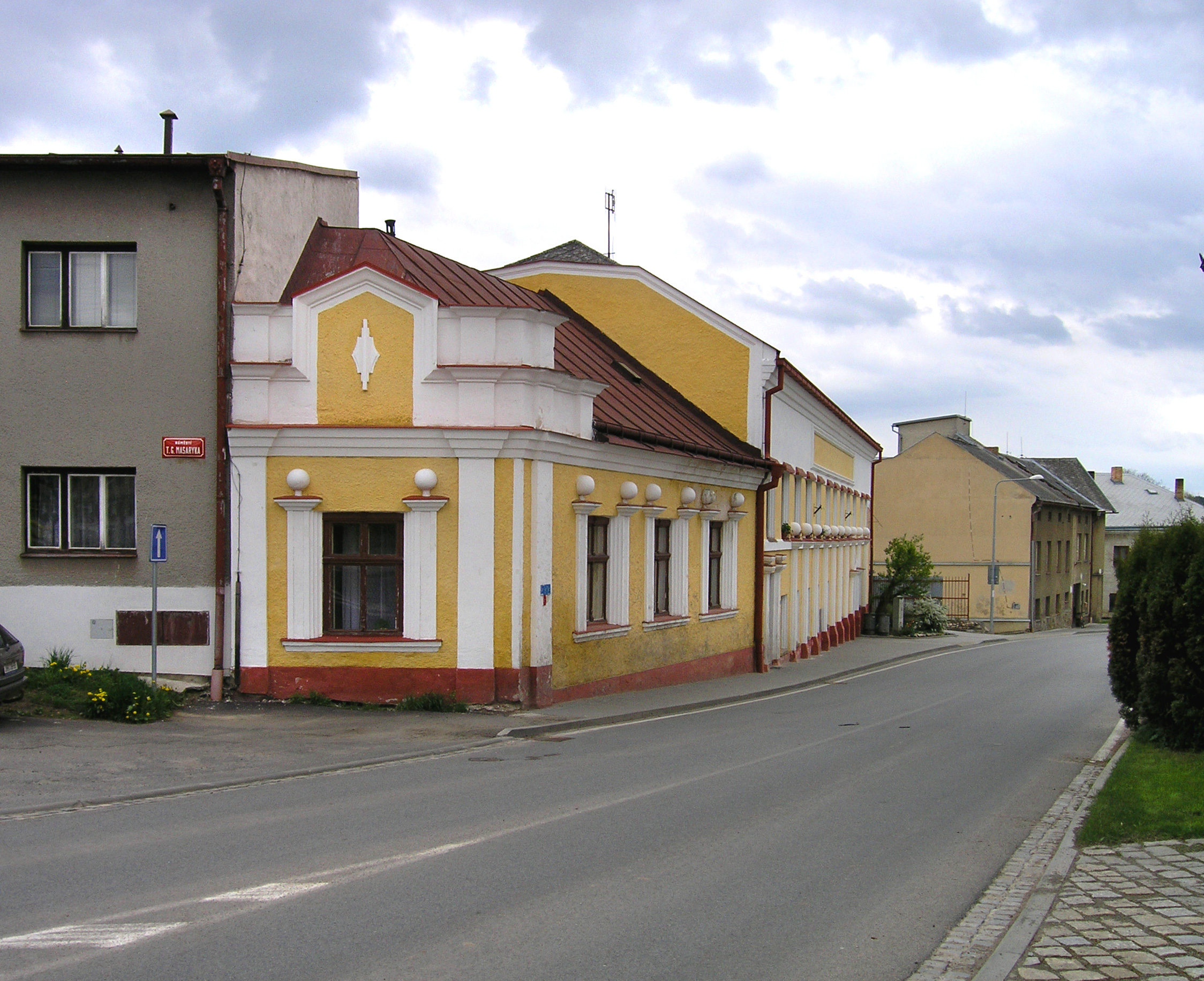
Havlíčkova ulice
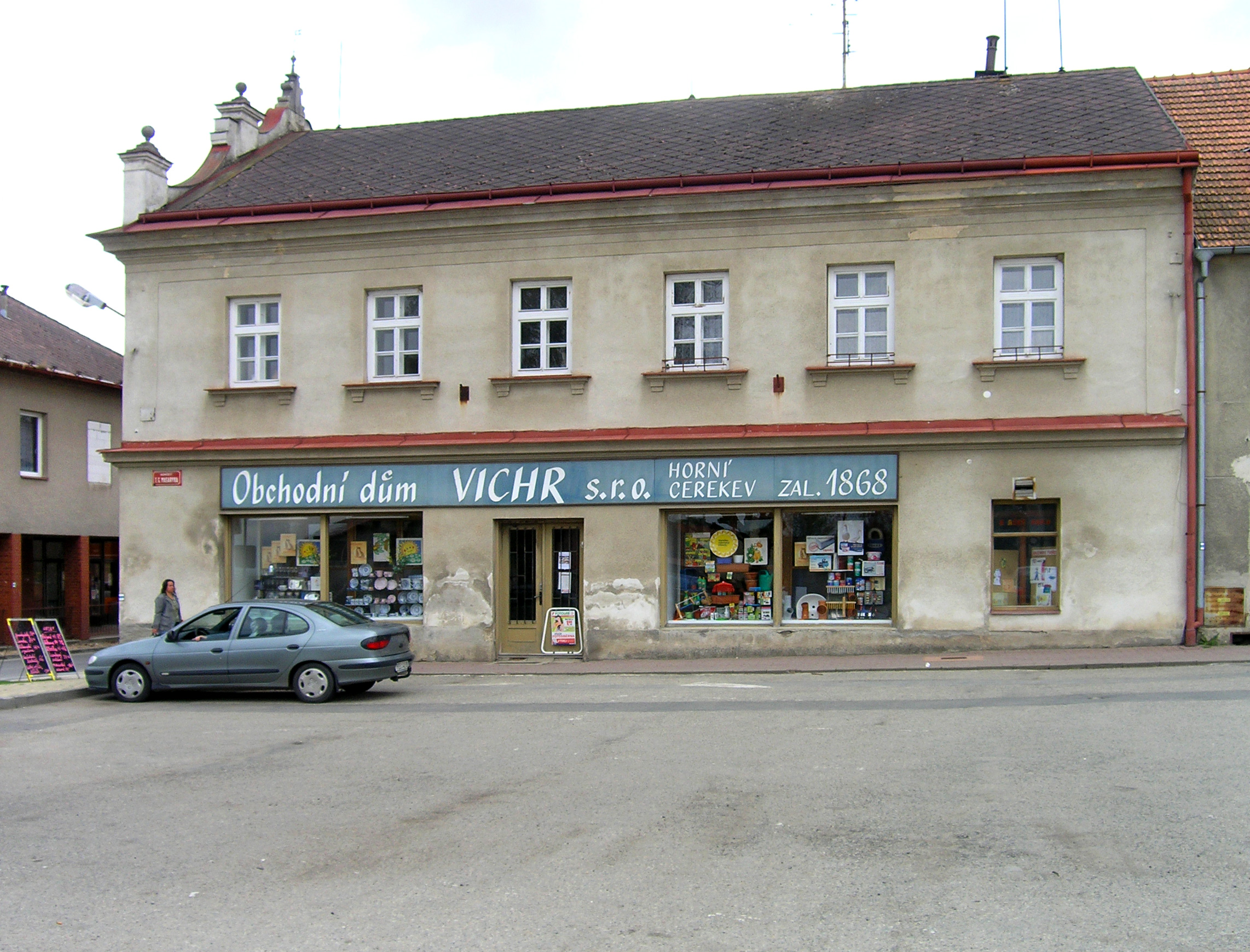
„Obchodní dům“ Vichr na náměstí T. G. Masaryka
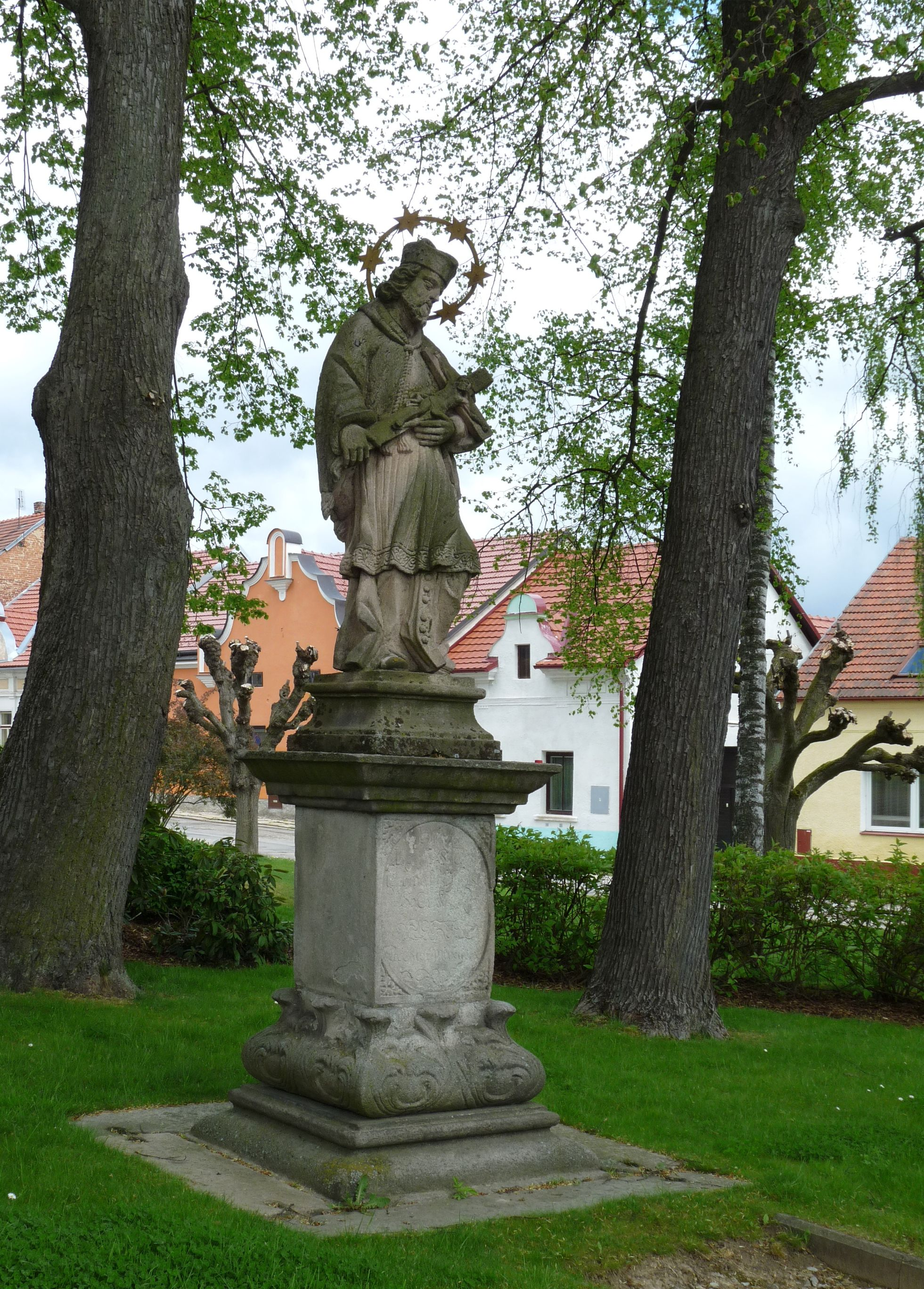
Socha Jana Nepomuckého
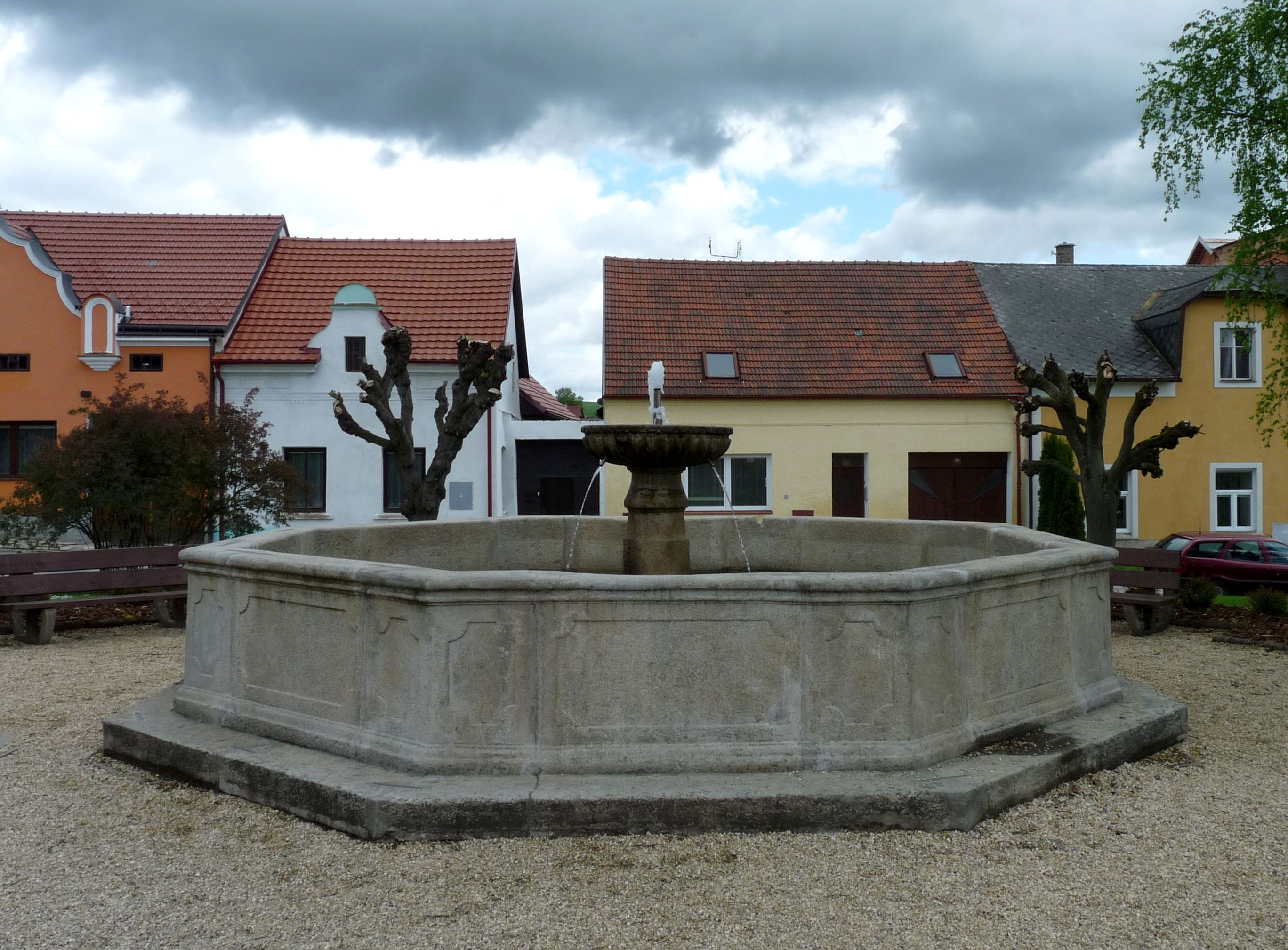
Kašna
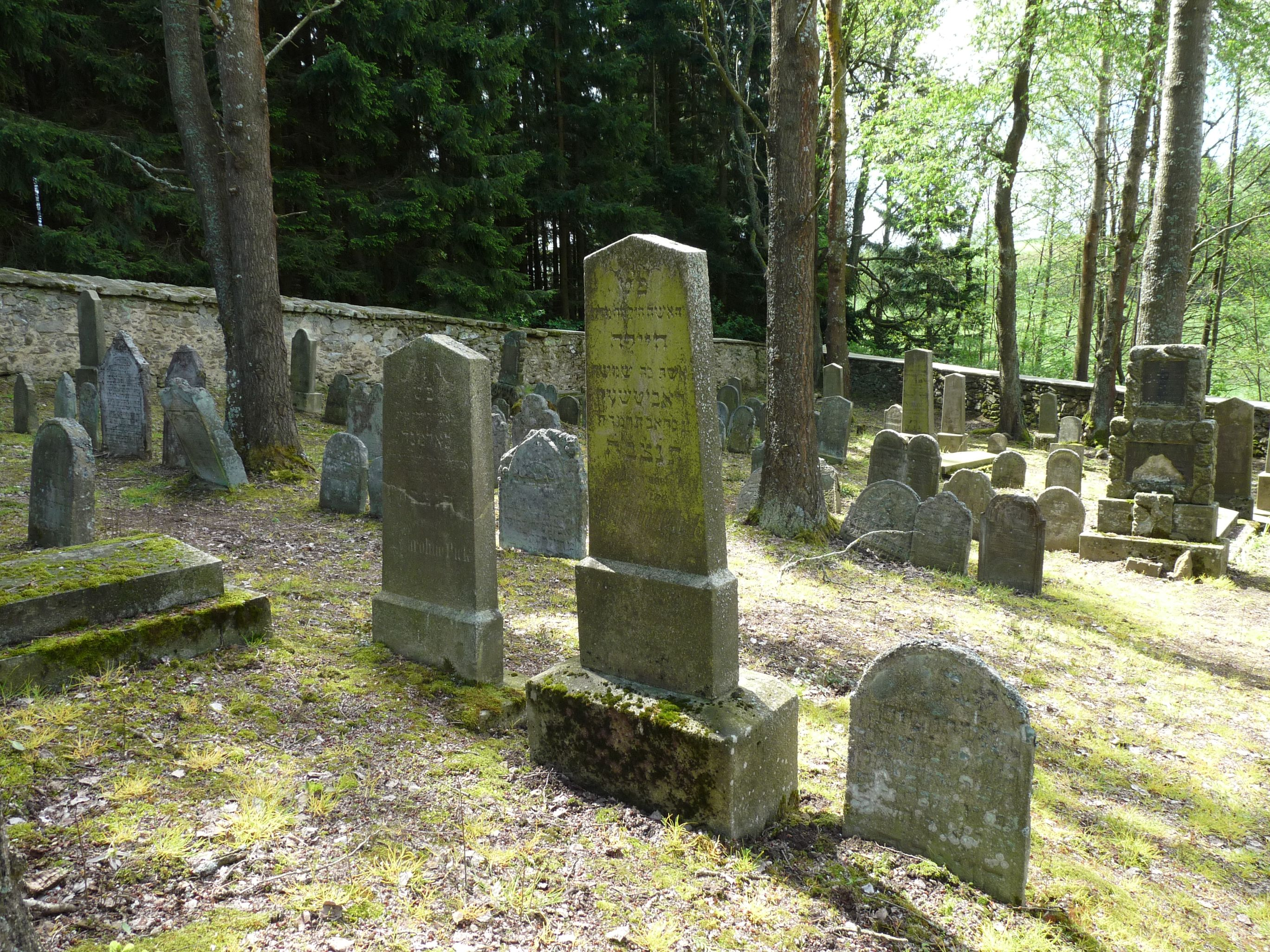
Židovský hřbitov
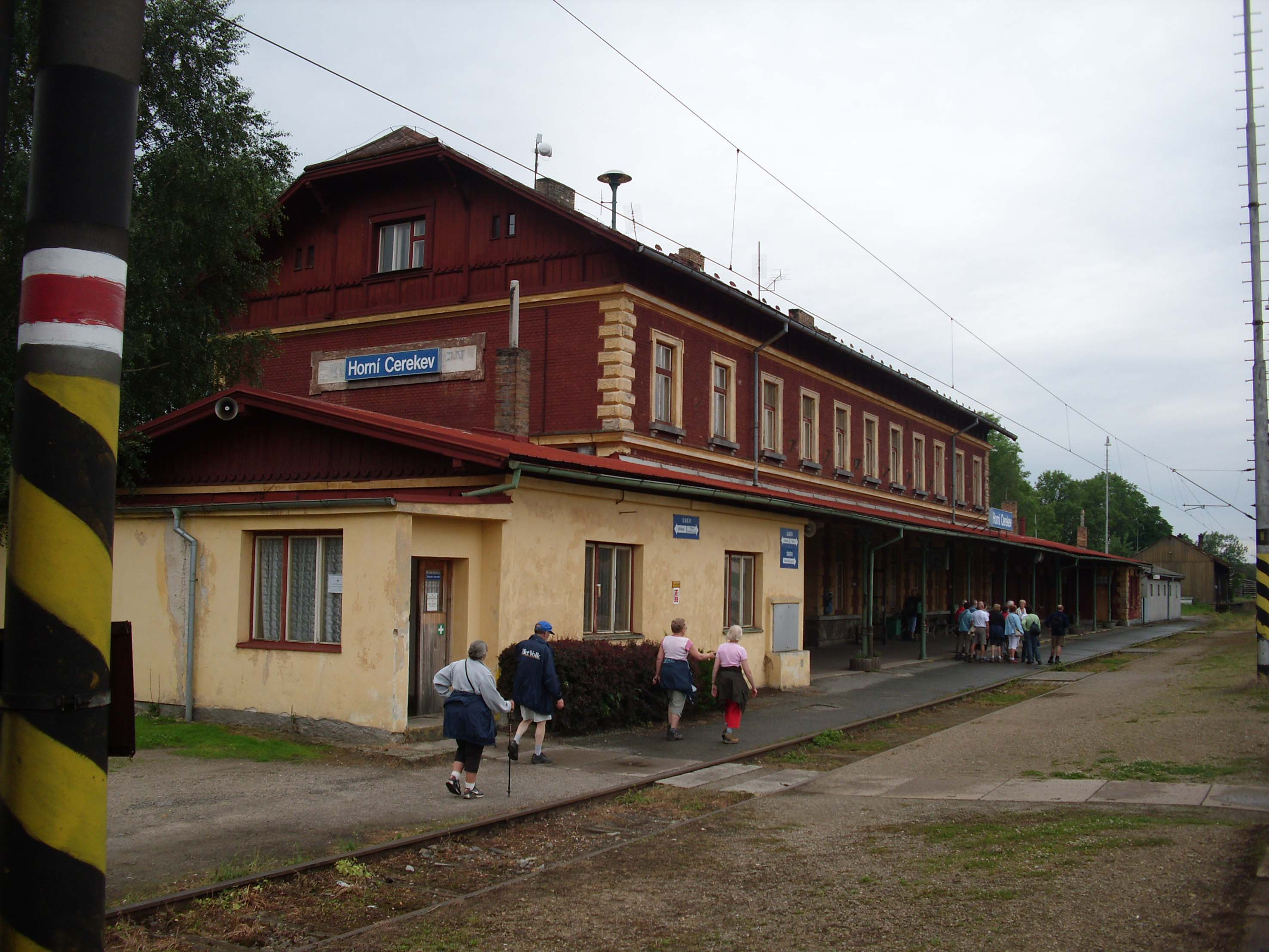
Nádraží